# Thalys

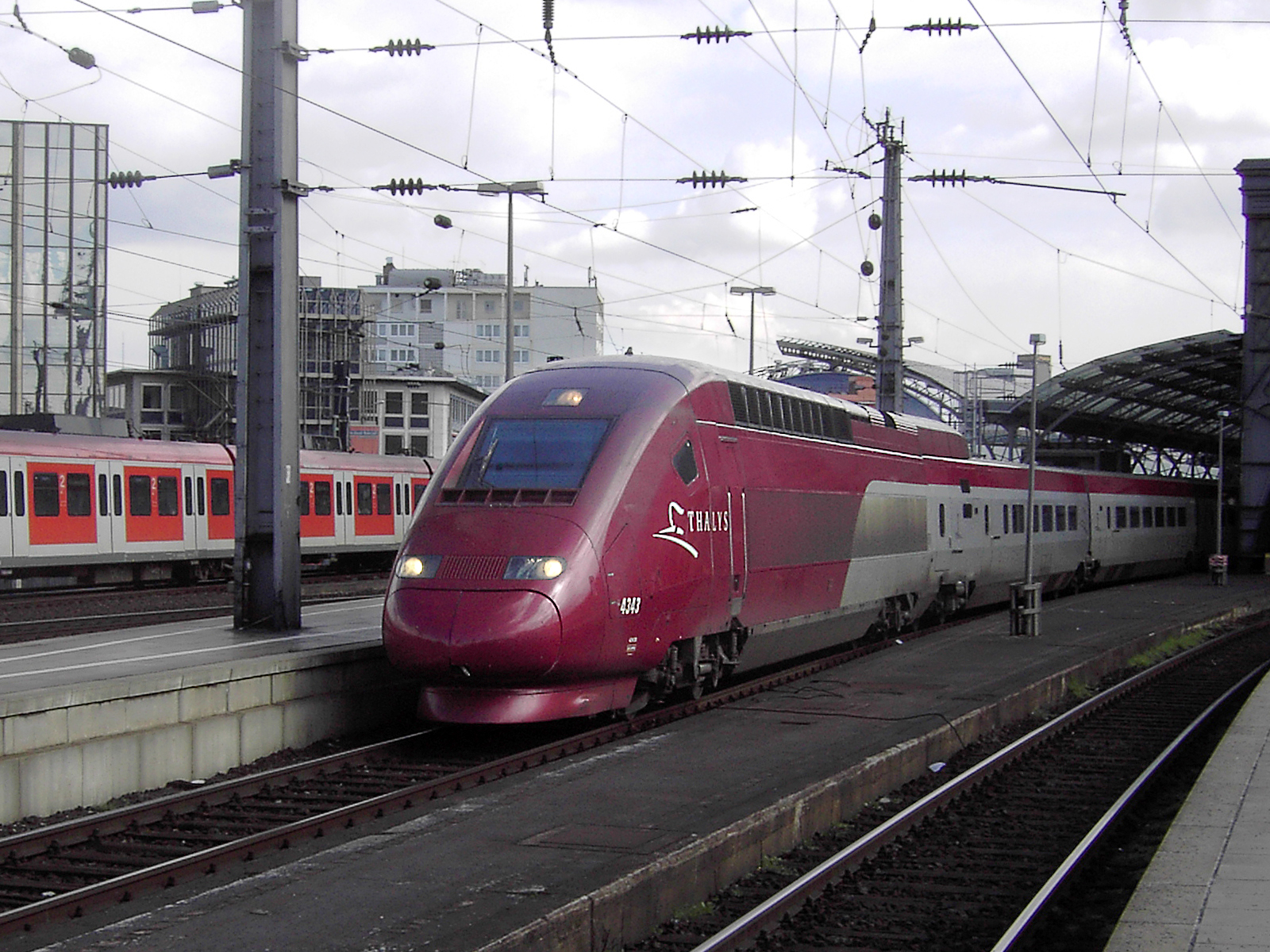
Ett Thalys-tåg i Köln 2006.

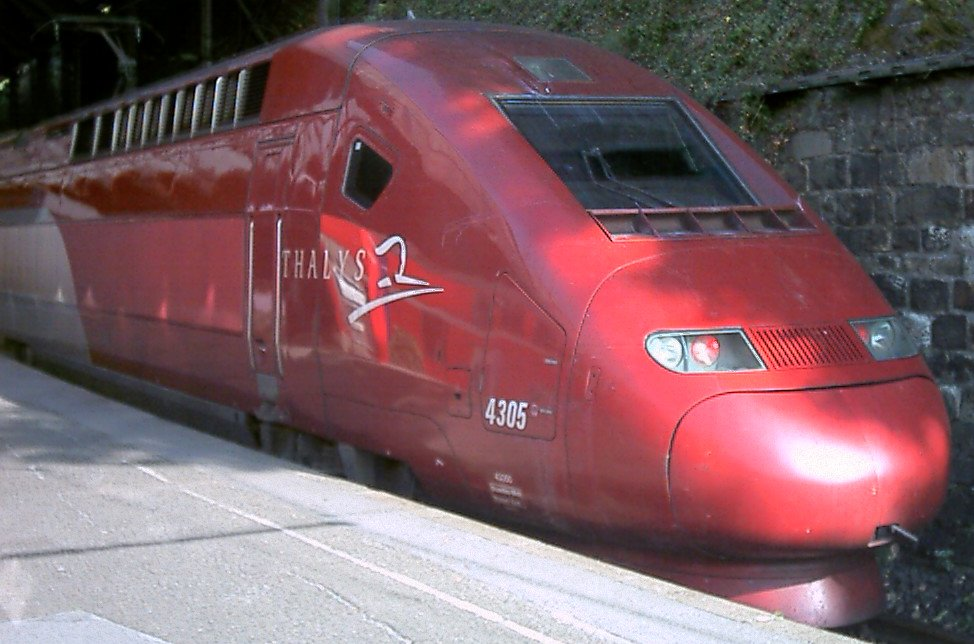
Ett Thalys-tåg i Aachen.

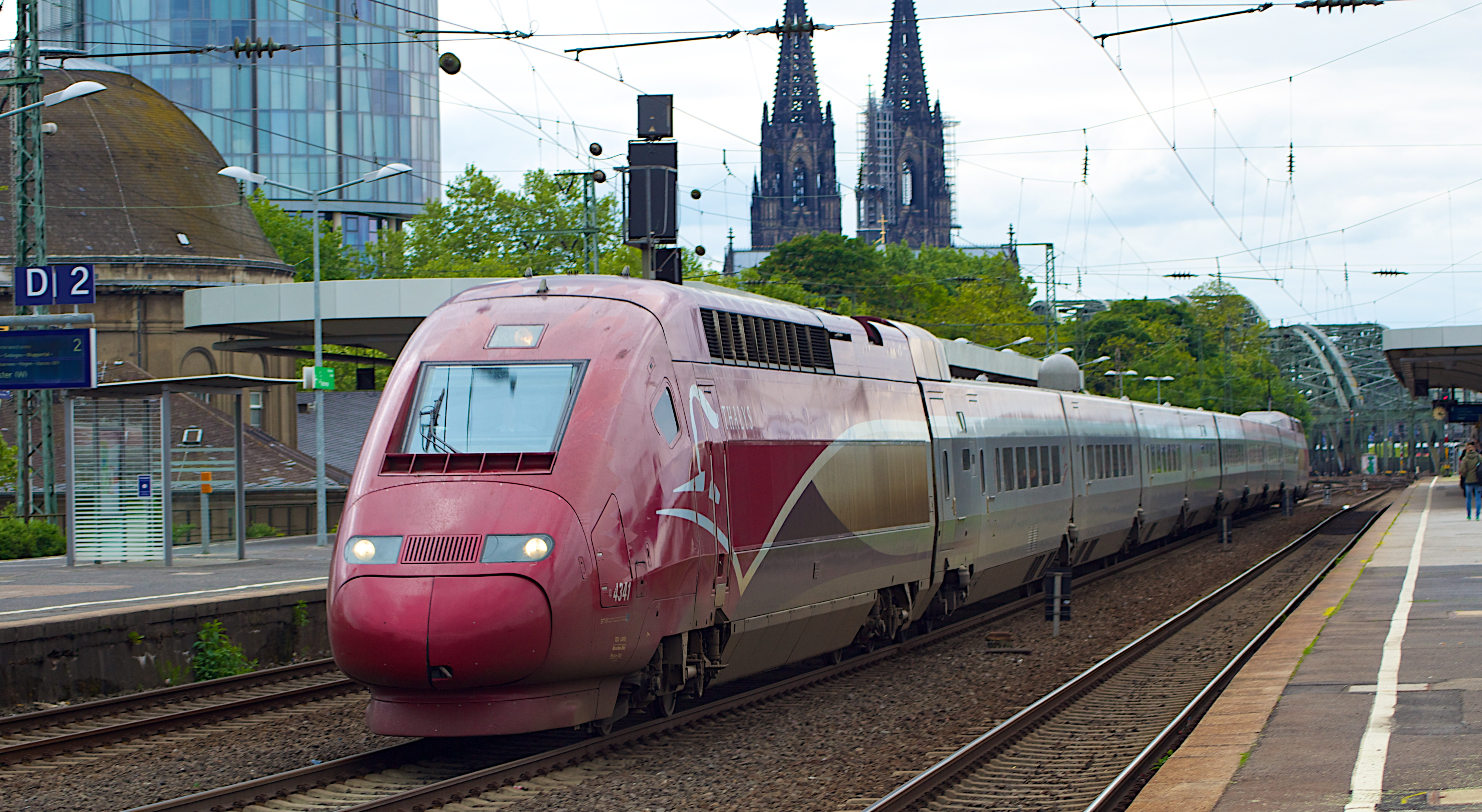
Thalys PBKA vid Kölns station med ett tåg på väg mot Essen.

Thalys var ett varumärke för snabbtåg mellan Frankrike, Belgien, Nederländerna och Tyskland. 
Thalys-tågen började gå i juni 1995 på sträckan Paris-Amsterdam, ett år före höghastighetslinjen Bryssel-Paris öppnades. 1 oktober 2023 blev Thalys en del av Eurostar. Trafiken bedrivs vidare som tidigare med samma fordon och trafikutbud.
Thalys använder det fransktillverkade höghastighetståget TGV.  Tågen är anpassade för att gå i flera länder med olika elsystem och signalsäkerhetssystem. Det finns två fordonsvarianter. Den ena, av typ PBA, går enbart på sträckan Paris-Bryssel-Amsterdam. Den andra typen, typ PBKA, har ett annorlunda utseende och går även i Tyskland, från Paris och Amsterdam via Bryssel till Köln och Dortmund.
På höghastighetsbanor går Thalystågen i som mest 300 km/t (på sträckan Paris-Bryssel-Amsterdam, i Tyskland finns en lägre bestämd maxfart om drygt 250 km/t). Tågen klarar sträckan Paris-Bryssel på ungefär 1,5 timmar och sträckan Bryssel-Amsterdam på ungefär 2 timmar, samt sträckan Bryssel-Köln på ungefär 2 timmar. I de fall tågen går på äldre järnvägar är marschfarten vanligen 160-200 km/t. Thalyståg går också från Bryssel till Lille. Säsongsvis går Thalyståg från Paris till Marseille (sommar) och Bourg-Saint-Maurice (vinter).

## Förändringar och förbättringar
Från och med den 14 juni 2009 förkortades resan mellan Bryssel och Köln med 19 minuter när den nya höghastighetslinjen HSL 3 mellan Liège och Aachen öppnades med Deutsche Bahns ICE-tåg som går tre gånger om dagen mellan Bryssel och Frankfurt. Medan HSL 3 färdigställdes under 2007 hade Thalys tåg inte från början  utrustats med det europeiska tågkontrollsystemet (ETCS), en signalutrustning som var nödvändig för att använda den nya linjen. Efter avslutat installations- och testarbete började Thalys trafikera HSL 3 den 13 december 2009. Av samma skäl började Thalys trafikera höghastighetslinjen HSL 4/HSL-Zuid mellan Antwerpen och Amsterdam den 13 december 2009, två år efter att linjen byggts.
Sedan den 29 augusti 2011 har returresan till Köln förlängts till Essen Hauptbahnhof och sedan den 30 oktober 2011 hade returresan till Bryssel förlängts till Bryssels internationella flygplats.
Den 9 juni 2013 upphörde Deutsche Bahn permanent med försäljningen av biljetter till Thalys-tjänster, vilket tvingade berörda resenärer att köpa separata biljetter. Företaget valde också att sälja sitt 10-procentiga aktieinnehav i Thalys, vilket markerar en allmän skiljelinje mellan de två operatörerna.
Sedan vintertidtabellen 2013 har Thalys bedrivit tågtrafik som stannar vid Düsseldorf Flughafens station.
Den 12 april 2014 lanserade de reguljär trafik mellan Lille Europe och Amsterdam Centraal.
I slutet av mars 2015 lade Thalys ner linjerna Paris – Oostende och Paris – Bryssel – Mons – Charleroi – Namur – Liège. Denna nedläggning berodde enligt uppgift på brist på finansiering från den belgiska regeringen.
Den 30 mars 2015 omstrukturerades Thalys till ett konventionellt tågoperatörsföretag, antog namnet THI Factory, och har sedan dess kört under sitt eget tågoperatörscertifikat.
Före detta datum hade ägandet av Thalys 26 multispännings-TGV delats mellan de fyra nationella järnvägsoperatörer som innehar andelar i företaget; de överfördes till företaget vid denna tidpunkt. Dessa förändringar genomfördes för att göra Thalys till ett verkligt oberoende företag, vilket minskade dess interaktioner med både SNCF och SNCB; huvudkontoret etablerades i Bryssel, med ett filialkontor i Paris.
Den 21 mars 2016 utökades trafiken i Tyskland till Dortmund.

## Sammanslagning med Eurostar
I september 2019 presenterade aktieägarna i höghastighetstågsoperatören Eurostar och Thalys en plan för att slå samman de två företagen, kallad projektet Green Speed. Båda företagen är redan verksamma i Frankrike, Belgien och Nederländerna, med Eurostar också verksamt i Storbritannien, och Thalys också verksamt i Tyskland, medan SNCF redan hade en majoritetsandel i båda operatörerna. Projektet påbörjades för att minska kostnaderna och ge passagerarna en mer sömlös upplevelse genom användningen av ett enda biljettsystem och lojalitetsprogram.
Under september 2020 bekräftades sammanslagningen mellan Thalys och Eurostar International, I oktober 2021 tillkännagavs att det, efter att sammanslagningen slutförts, var tänkt att alla Thalys tjänster skulle vara omdöpt till Eurostar. Den 28 mars 2022 godkände Europeiska kommissionen fusionen. Omprofileringen av Thalys tjänster är planerad att ske 2024. För att differentiera tjänsterna för varumärket Eurostar kommer Thalys rullande materiel att behålla sin röda färg. I april 2022 förvärvades THI Factory av ett nytt holdingbolag, Eurostar Group; dess tidigare aktieägare fick en motsvarande andel i det nya holdingbolaget.

## Linjer

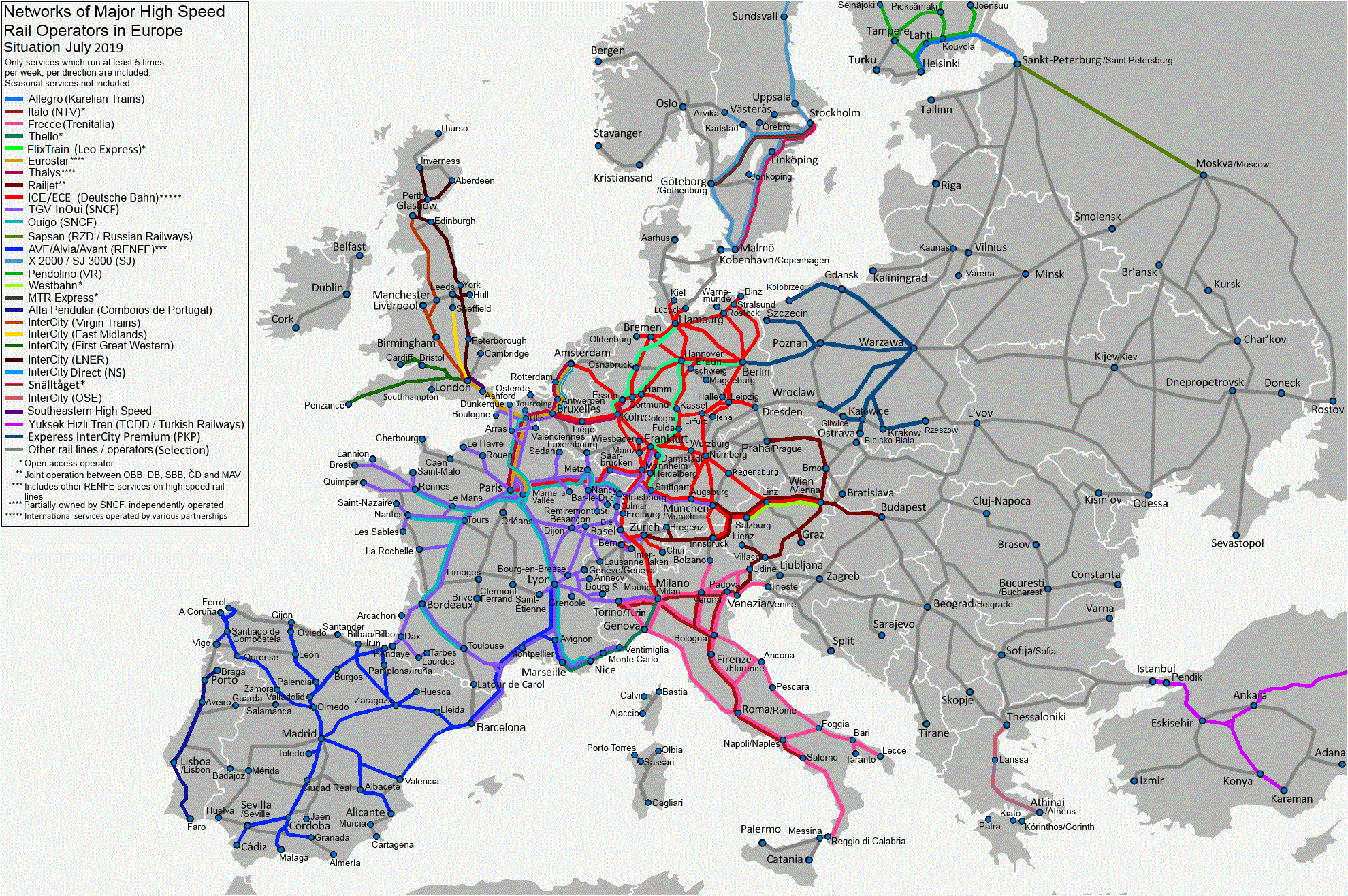
Höghastighetståg i Europa. Thalys linjenät visas i vinrött.

Bortom Bryssel är de viktigaste städerna som Thalys tåg når Antwerpen, Rotterdam, Amsterdam, Liège, Aachen och Köln. Tågen till dessa destinationer går dels på särskilda höghastighetsspår, dels på konventionella spår som delas med normalhastighetståg. Höghastighetslinjerna som används av Thalys är HSL 1 mellan Paris och Bryssel, HSL 4/HSL-Zuid mellan Antwerpen och Amsterdam, och HSL 2 och HSL 3 mellan Bryssel och Aachen. För den säsongsbetonade verksamheten inom Frankrike används andra höghastighetslinjer.
Resor från Bryssel (Bryssel Zuid/Bruxelles Midi) till Paris (Gare du Nord) tar normalt 1 timme och 22 minuter, för en sträcka på cirka 300 kilometer.  Topphastigheten är 300 km/h när man färdas på en särskild höghastighetsjärnväg, som vanligtvis är elektrifierad vid 25 kV AC OHLE.

## Tillgänglighet
Thalys tåg är rullstolsanpassade, med hjälp av tågpersonalen. Cyklar är inte tillåtna på Thalys, om de inte är isärtagna eller packade i en speciell omslag. Fällbara cyklar är tillåtna.
I februari 2020 tillkännagav Thalys att deras nya första och sista milresetjänst "My Driver by Thalys" gör det möjligt för passagerare att välja mellan cirka 50 lokala taxiflottor för att slutföra sina tågresor.

## Thalys Lounge
Thalys driver stationslounger i Bryssel och Paris. Öppnade den 9 juli 2015, den nyaste loungen i Paris Gare du Nord (inte att förväxla med Bryssels Gare du Nord, där Thalys tåg passerar utan att stanna), belägen på Rue de Dunkerque, erbjuder resenärer med en giltig Mitt Thalys World-medlemskap (Thalys lojalitetsprogram) en mängd olika tjänster, inklusive gratis WiFi och bagageförvaring. För affärsresenärer finns ett fullt utrustat mötesrum för upp till sex personer.

## Rullande materiel
Thalys använder två tågmodeller, som båda ingår i TGV-familjen (train à grande vitesse) av höghastighetståg som byggts av Alstom i Frankrike.
Klass Typ Högsta hastighet Antal Byggd Anteckningar
PBA Thalys PBA redesign.jpg Elektrisk multipel enhet 300 186 9 Fungerar endast på rutten Paris–Bryssel–Amsterdam.
PBKA Thalys PBKA Refurbished Nederland.jpg Elektrisk multipel enhet 300 17 Fungerar på linjerna Paris–Bryssel–Köln–(Dortmund) och Paris–Bryssel–Amsterdam.
| Klass | Image | Typ                      | Topphastighet | Topphastighet | Nummer | Byggt | Noter                                                                                    |
| Klass | Image | Typ                      | km/h          | mph           | Nummer | Byggt | Noter                                                                                    |
| ----- | ----- | ------------------------ | ------------- | ------------- | ------ | ----- | ---------------------------------------------------------------------------------------- |
| PBA   |       | Electrisk multipel enhet | 300           | 186           | 9      | 1996  | Fungerar endast på linjen Paris–Bryssel–Amsterdam.                                       |
| PBKA  |       | Elektrisk multipel enhet | 300           | 186           | 17     | 1997  | Fungerar endast på linjerna Paris–Brussels–Köln–(Dortmund) och Paris–Brussels–Amsterdam. |

## Olyckor och tillbud
Den 9 maj 1998 blev en lastbil påkörd av en Thalys PBKA på en oskyddad plankorsning. Den hade försökt korsa spåren vid övergångsstället när tåget anlände. Lastbilschauffören dödades i kollisionen och tågets lokomotiv och de två första passagerarvagnarna spårade ur; tågsättet lämnades kraftigt skadat. Sex passagerare skadades och spår och kontaktledning bröts vid händelsen. Passagerarvagnarna R1 och R2 fick skrotas. Tågsättet reparerades senare med R1- och R2-vagnarna från ett vanligt TGV-tågsätt.
Den 11 oktober 2008 kolliderade ett Thalys PBA-set på väg till Amsterdam med ett nationellt ICM-tåg vid Goudas järnvägsstation i Nederländerna. Thalys tågsätt hade omdirigerats via Gouda på grund av byggnadsarbete på sin vanliga linje. Ingen av passagerarna skadades allvarligt, men båda tågen fick allvarliga skador. En utredning drog slutsatsen att personalen på ICM-tåget var skyldig, eftersom de lämnade stationen medan de fortfarande hade röd signal.
Den 21 augusti 2015 attackerade en beväpnad man passagerare på ett tåg mellan Amsterdam och Paris nära Arras. Händelsen behandlades som en terrorattack. Tre passagerare tillsammans med beväpnade mannen fick icke-dödliga skador.